# Манчестерский собор
Манчестерский собор (англ. Manchester Cathedral), полностью Кафедральный и коллегиальный собор св. Марии, св. Дионисия Парижского и св. Георга (англ. Cathedral and Collegiate Church of St Mary, St Denys and St George) — средневековая англиканская церковь, расположенная в центре Манчестера на улице Виктории, с 1847 года — центр Манчестерской епархии. Объект культурного наследия Англии первой категории.
Церковь перестроена в стиле перпендикулярной готики после того, как в 1421 году основана коллегия, а до этого была приходской. К концу XV века под руководством Джеймса Стэнли II неф и хор были перестроены с увеличением высоты окон, под перекрытием нефа помещены ангелы с позолоченными музыкальными инструментами, изготовлены места для клириков и аналой. Сильную реставрацию церковь претерпела в Викторианскую эпоху, в XX веке пострадала от бомбардировок и реставрировалась снова.
С южной стороны собора располагается центр для посетителей с магазином и выставочным пространством. Важной точкой притяжения служит и мост XV века «Hanging Bridge», памятник археологии, бывший некогда основной дорогой к храму, но после засыпки древнего рва более столетия провёл под землёй.

## История

### Ранний период
О первых манчестерских церквях мало что известно. В стене южного портика собора был найден так называемый «Ангельский камень», который датируют около 700 года. На нём небольшое изображение ангела со свитком, на котором написано «Отец! В Твои руки я передаю свой дух». Камень может свидетельствовать о существовании англосаксонской церкви, но корпус англосаксонской скульптуры относит его даже к XII веку. Первая известная церковь, располагавшаяся на месте нынешней церкви св. Анны, уничтожена в ходе набега викингов в 923 году. Церковь св. Марии, выстроенная Эдуардом Старшим, упоминается в Книге Страшного суда (1086), располагалась она, вероятно, у пересечения Биржевой улицы (англ. Exchange street) воротами св. Марии.

### Приходская церковь
В 1215 году началось сооружение приходской церкви между рек Ирк и Эруэлл и соединяющим их старинным (возможно, римских времён) каналом, в пределах Баронского Двора близ манора, который стал позднее Манчестерским замком. Манором владели Грили (англ. Grelleys), чей герб до сих пор носит собор. Грили построили и содержали первую капеллу (св. Николая). В 1311 году посредством свадьбы собственность Грили перешлка к де ла Варрам. а в 1349 году известно, что капелла св. Николая финансировалась де Траффордами. В 1382 году Томас де ла Варр стал ректором.
Церковь была выстроена трёхнефная, с нефом и хорами по шесть секций, и башней на западном фасаде,

### Коллегиальная церковь
В 1398 году Томас де ла Варр стал бароном. В течение более чем полувека он был священником, а в 1421 году получил от короля Генриха V и папы Мартина V право учредить в Манчестере коллегиальную церковь. Королевской хартией коллегия была установлена в составе главы, восьми членов, четверых певчих и восьми хористов. К приходской церкви св. Марии было добавлено посвящение св. Георгию, как покровителю Англии и св. Дионисию Парижскому, то ли в знак французского происхождения де ла Варров, то ли как притязание Генриха на французский трон. Де ла Варр выстроил на месте манчестерского замка дома для членов коллегии (сохранившиеся как здания Четамской библиотеки). Первым главой коллегии был Джон Хантингтон (англ. John Huntington), который в 1422—1458 годах перестроил хоры. Его латунное надгробие можно видеть в полу церкви, а фамилия обыграна в викторианской эпохи ребусе по сторонам арки, ведущей в капеллу Девы: на одной изображён охотник (англ. man hunting), а на другой — человек с бочкой (англ. tun) пива. Части здания XIV века вошли в состав церкви, но в сильно изменённом виде, а капелла Девы утрачена в 1940 году.

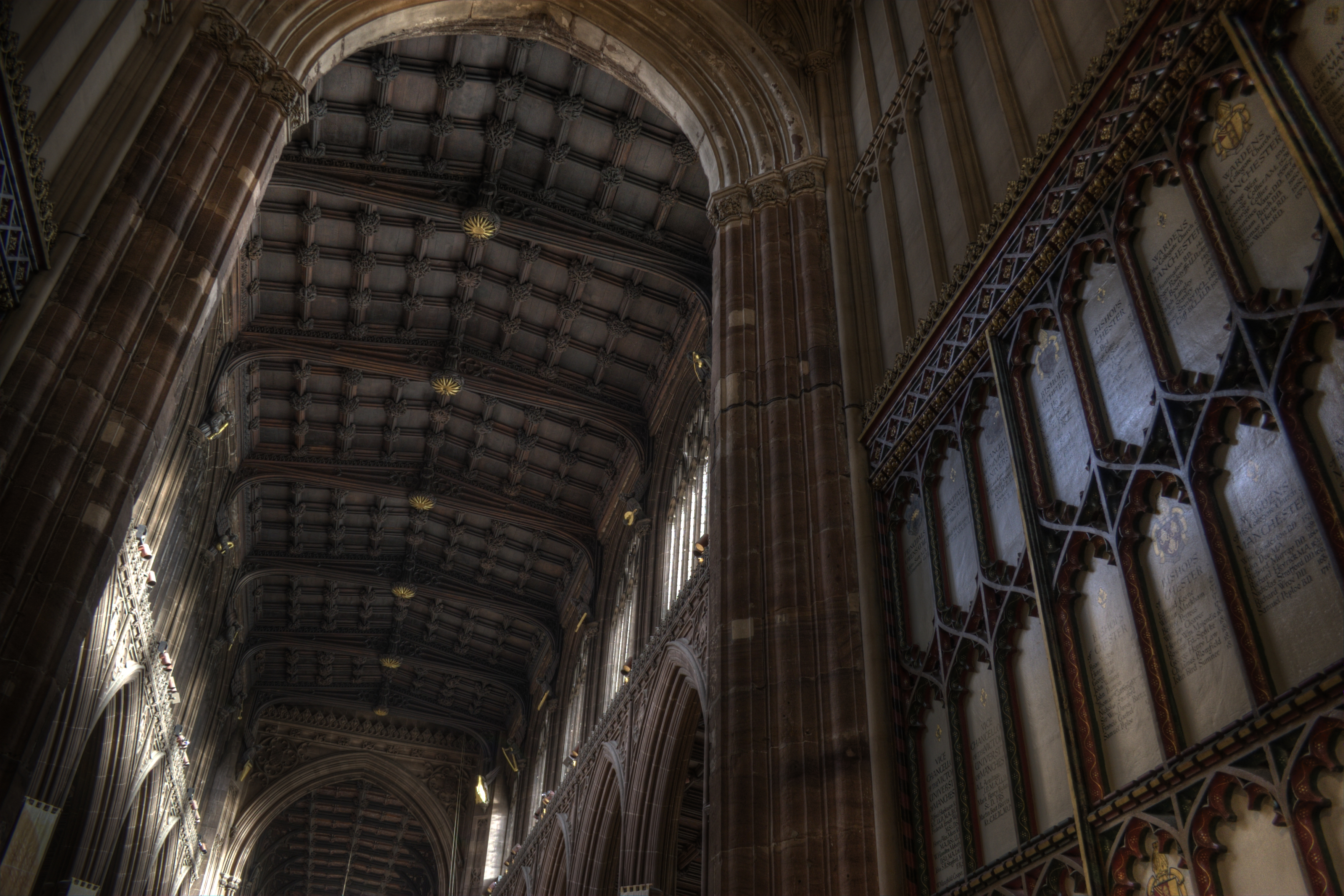
Кровля нефа, вид от западного портала

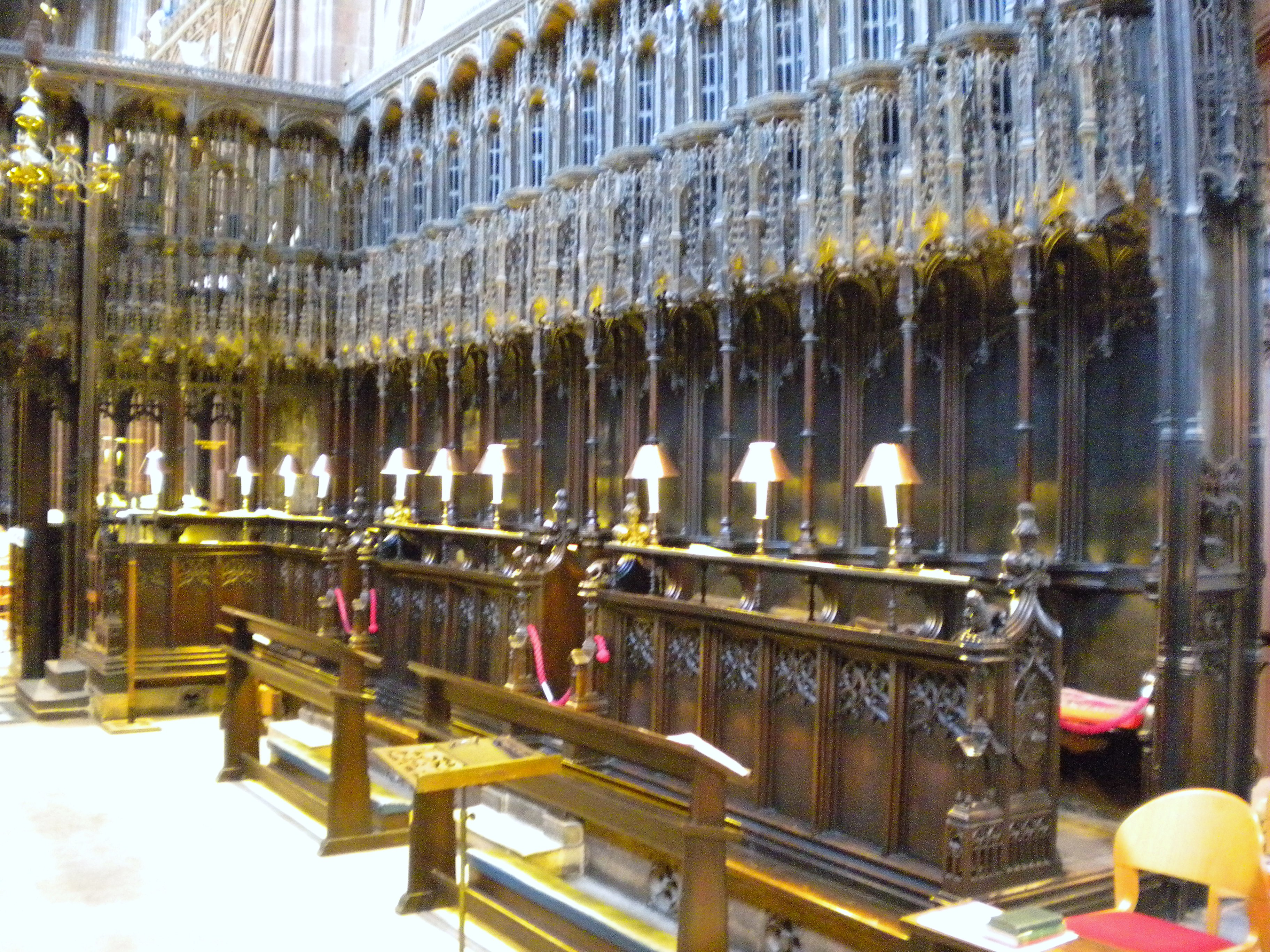
Хоры, места для клириков

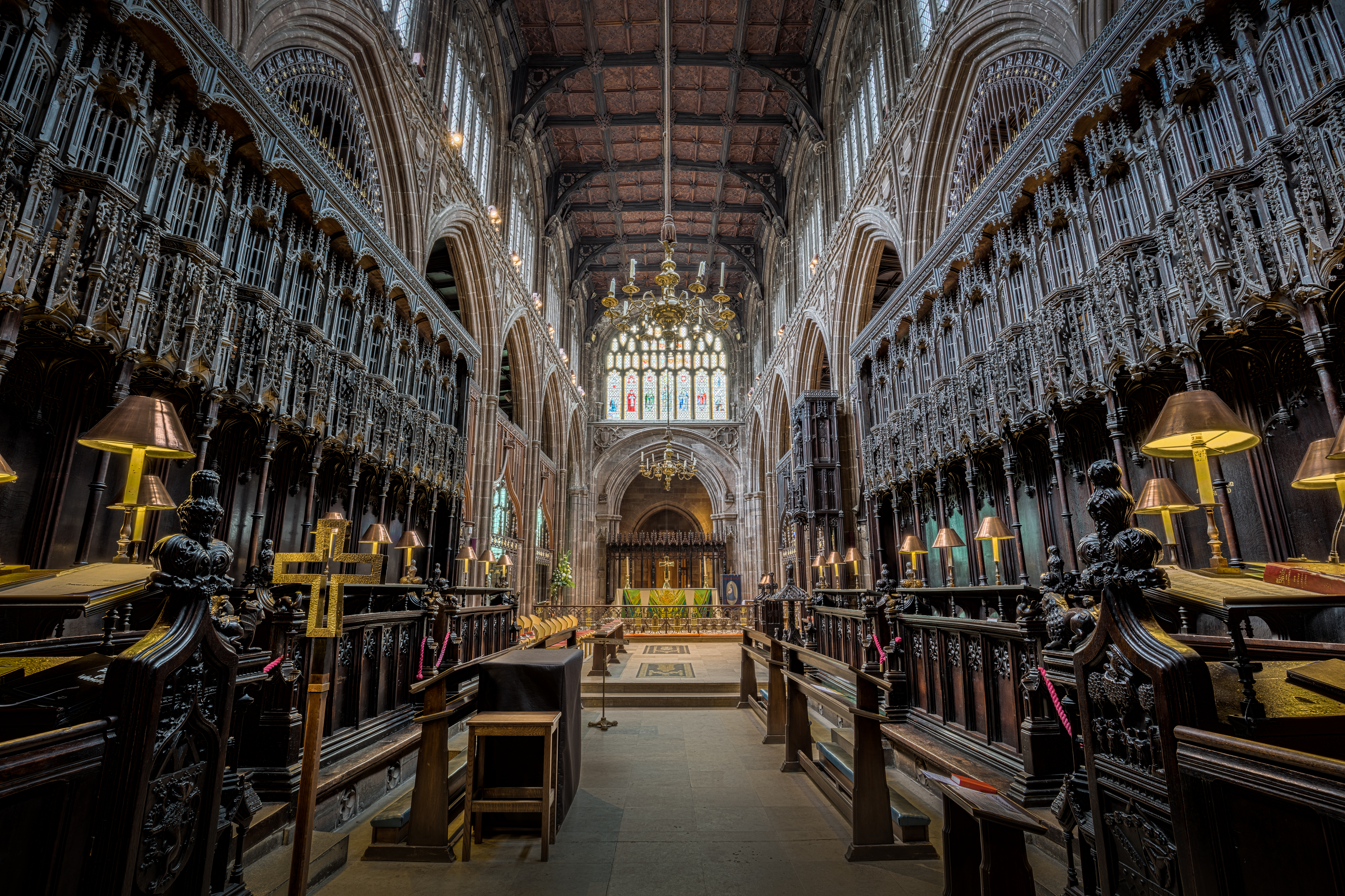
Хоры, арх. Уотсел

Принято считать, что перестройкой нефа руководил третий глава коллегии Ральф Лэнгли (англ. Ralph Langley, 1465—1481), но тогда получается, что уже через несколько лет и неф, и хор подверглись серьёзной переделке при Джеймсе Стэнли II (1485—1506), когда был поднят оконный ярус и устроены деревянные, богато украшенные перекрытия и места для клириков. Мачеха Стэнли, Маргарет Бофорт, была матерью Генриха VII, и, таким образом, через союз с Тюдорами Стэнли стали баснословно богаты, и получили доступ к услугам королевских архитекторов и ремесленников. По стилю аркады на хорах и оконный ярус атрибутируется Джону Уостелу, архитектору, завершавшему капеллу Кингз-колледжа в Кембридже, и строившему башню на средокрестии в Кентербери. Места для клира, изготовленные в мастерской Уильяма Браунфлета (англ. William Brownflet) из Рипона, — одни из лучших в серии, включающей Рипонский собор, Беверли-минстер и Бридлингтонский приорат. Также очень хороша резьба на мизерикордиях. Также Стэнли украсил кровлю нефа атлантами в виде четырнадцати ангелов-музыкантов в натуральную величину и и на собственные средства устроил капеллу (ныне уничтоженную), где был погребён в 1515 году.
Коллегия была распущена по соответствующему акту в 1547 году, при Эдуарде VI, но уже в 1553 году основана заново при Марии. С восшествием на престол Елизаветы I в 1559 году судьба её повисла в воздухе, но в 1578 году королева подписала хартию, позволявшую содержать главу, четверых коллег, двух капелланов, четверых певцов и четверых хористов. Коллегия (но не церковь) была посвящена Христу. После тюдоровской секуляризации только в Манчестере и Саутвелле сохранились средневековые коллегии, ежедневно служившие с хором, и только в 1607 году к ним присоединилась заново основанная коллегия в Рипоне. В 1595—1608 годах главой коллегии был Джон Ди, маг и астролог королевы. Четвёртая, нынешняя коллегиальная хартия, была подписана Карлом I.

#### Капеллы
В начале XVI века неф был обстроен капеллами, таким образом, изначально трёхпролётный неф стал в ширину больше, чем в длину. Манчестерский собор считается самым широким нефом в Англии. По южной стороне старейшая капелла, св, Николая, была перестроена в 1470 году де Траффордами. Капеллу св. Георга основал Уильям Галлей в 1503, капеллу Иисуса — Ричард Бесвик в 1506-м. По северной стороне Уильям Рэдклиф из Ордсал-холла содержал капеллу св. Троицы, основанную в 1498 году, Хантингтон снабдил капиталом и землёй капеллу св. Иакова, построенную в 1507 году, а самая большая капелла, Иоанна Крестителя, начата в 1513 году Джеймсом Стэнли, когда он стал епископом в Или. Пристроенная к ней погребальная капелла Стэнли (Илийская) уничтожена бомбой в 1940 году. Медное надгробие Стэнли было найдено в развалинах и помещено на северной стене Полковой капеллы.
Перегородки, разделявшие западные капеллы, ныне ликвидированы, и церковь с ними производит впечатление пятинефной.

#### Массовые свадьбы
До 1850 года коллегиальная церковь была единственным центром огромного прихода, к 1821 году достигшего населения в 187 031 человек. Внутри него, разумеется, было достаточно часовен для повседневной службы, для католиков и диссентеров, но, тем не менее, коллегия строго требовала уплаты 3 шиллингов 6 пенсов за каждую свадьбу, поэтому те, кто не мог (или не хотел) платить дважды, не имели иной возможности жениться, кроме как в главной церкви. Свадьбы эти проводил специальный священник по найму, с 1790 по 1821 год им был весьма эксцентрического нрава преподобный Джошуа Брукс. К примеру, в 1821 году, до смерти в ноябре, он провёл 1924 свадьбы, главным образом, группами по десять пар и более, причём Брукс не делал различия между состоятельными людьми и бедняками, прогоняя всех через свой свадебный конвейер. Обычно жених и друзья заваливались в ближайшую пивную, в то время как невеста ожидала в очереди. Если после того, как очередная группа выстраивалась перед алтарём, женихи не успевали присоединиться, Брукс не тянул время, а сочетал с любым прохожим или даже другим женихом в качестве «болвана». Таким образом, считается, что Брукс провёл больше свадеб, крещений и похорон, чем любой другой английский священник до него или после. Население Манчестера продолжало расти, в 1838 году в церкви прошло уже 5164 крещения, 1457 отпеваний и 2615 свадеб.

### Собор

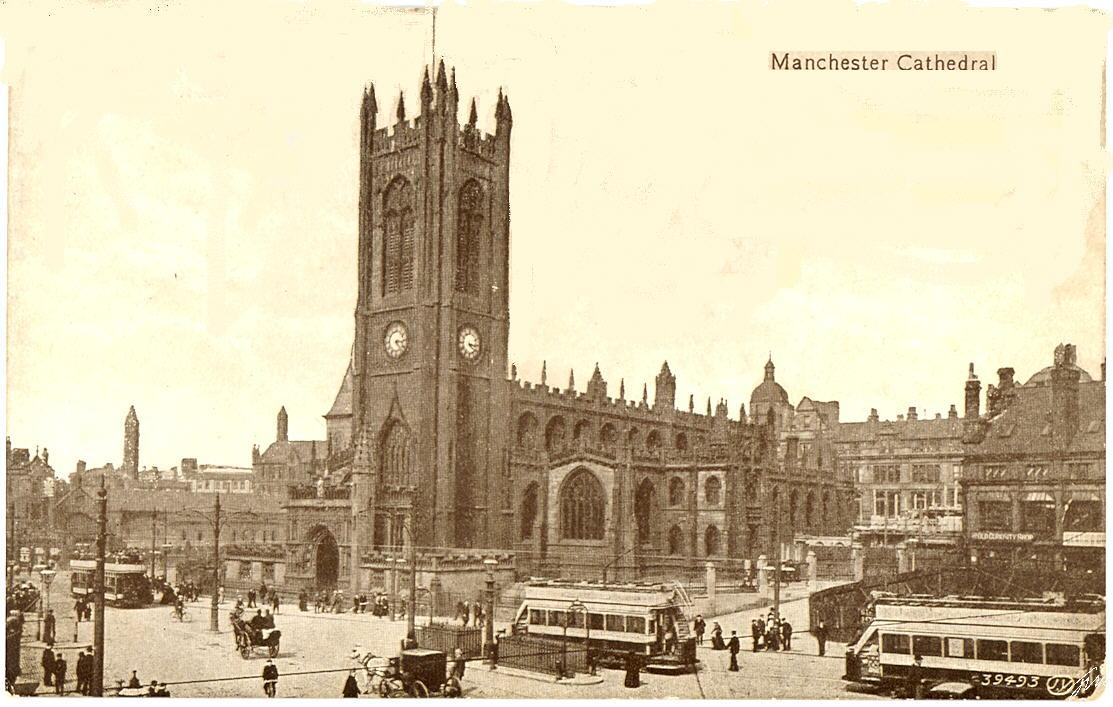
Манчестерский собор в 1903 году

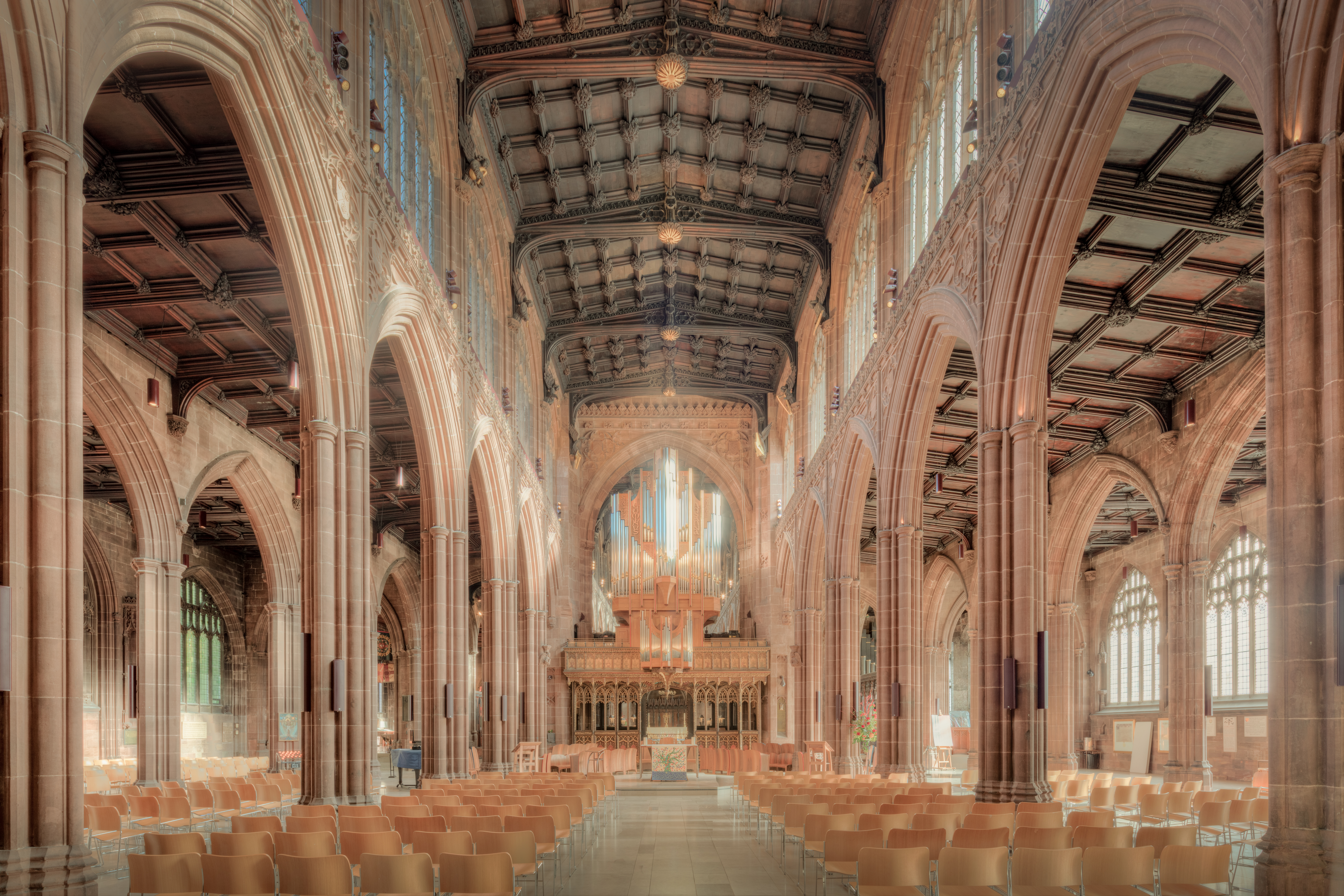
Интерьер нефа с 2016 года, когда на преграде установлен орган

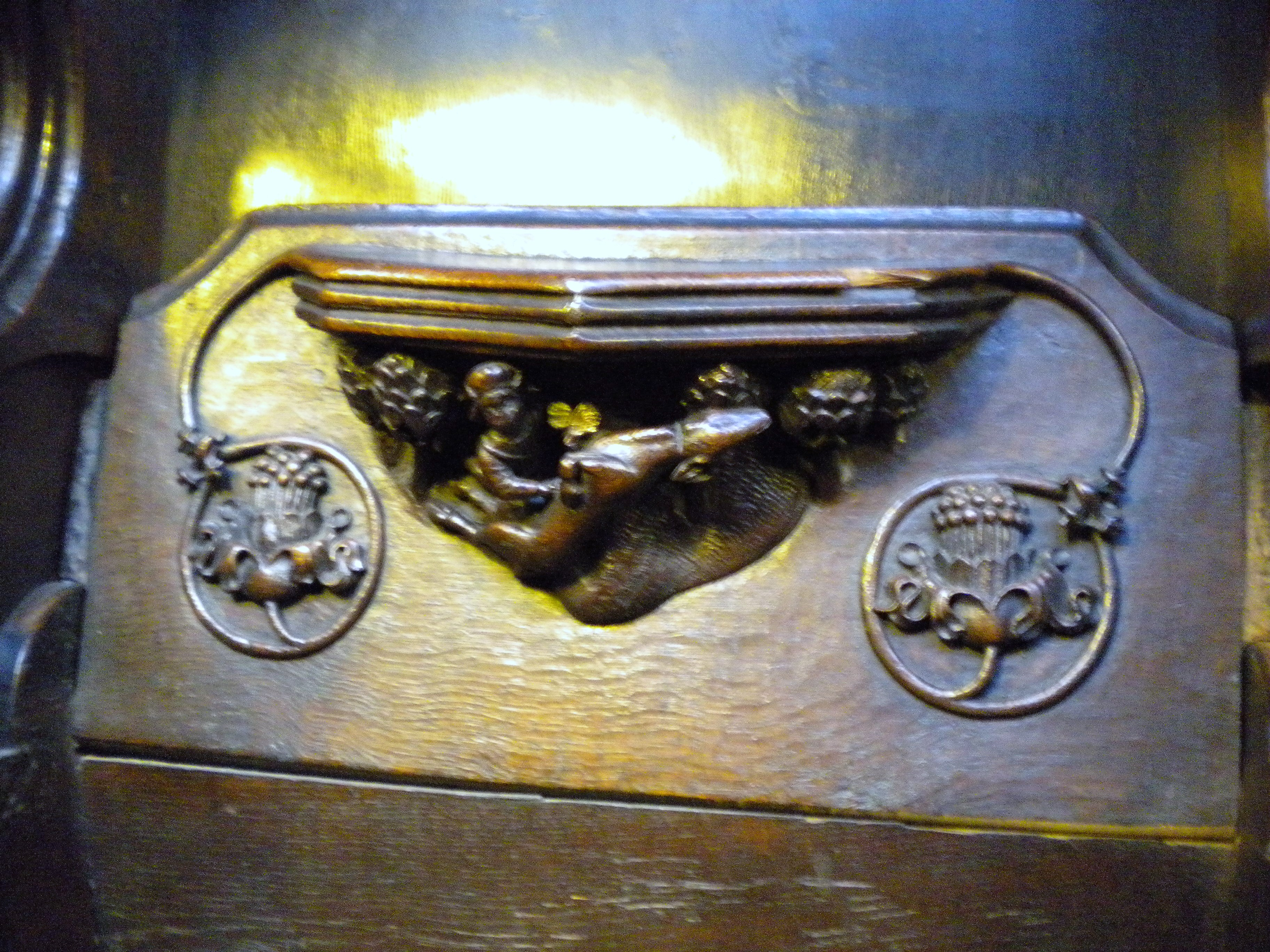
Мизерикордия: охотник потрошит оленя

В 1840 году, в ходе подготовки к образованию новой епархии, глава коллегии был назначен настоятелем, а члены её образовали капитул. Манчестерский диоцез образован в 1847 году, и в связи с этим предлагалось выстроить новый собор на площади Пиккадили-Гарденс по проекту Ричарда Карпентера, но вместо этого лишь отреставрировали в 1882 году прежнее здание.
В 1940 году в ходе Манчестерского блица одна из бомб разорвалась в нескольких метрах от северо-восточного угла собора, при этом была уничтожена средневековая капелла Девы, капелла Стэнли, витражи и орган, повреждена крыша, а места для клириков завалились друг на друга. Реставрация заняли почти двадцать лет, в ходе неё капелла Девы выстроена заново по проекту Хуберта Уортингтона, а капелла Иоанна Крестителя стала капеллой манчестерского полка. В 1996 году собор вновь пострадал от взрыва, на этот раз устроенного IRA.
В январе 1952 года собору присвоен статус объекта культурного наследия первого класса с формулировкой «здание, представляющее исключительный интерес».
Архивы собора восходят к 1421 году. С 2003 года шло составление полного каталога, который сделал бы их доступными для публики.

## Архитектура
Собор выстроен из трёх сортов камня. Оригинальные стены и внутренние столбы — из тёмно-коричневого песчаника ранней пермской формации (каменоломни в  Коллихёрсте), но этот камень ныне можно видеть лишь на одной из подбашенных арок в нефе, в интерьере капеллы Иисуса и на хорах, потому что в начале XIX века все интерьеры нефа были ободраны и покрыты романцементной штукатуркой. Последствия этого оказались столь тяжёлыми, что в конце XIX века пришлось большую часть кладки заменить серым песчаником из Рэмсботтома. Полы в нефе перестелены в 1960-е годы известняком из Пик-дистрикта, в котором можно видеть окаменелости древних морских лилий.

### Реставрации
К 1840-м годам поверхности стен собора пришли в плачевное состояние — внешние из-за невысокой стойкости коллихёрстского песчаника, внутренние — от ошибочной попытки сделать собор светлее при помощи романцемента. В 1850—70 годах Дж. С. Кроутером на точную копию заменена как внешняя, так и внутренняя кладка. В 1868 году западню башню наращивал до нынешней высоты в 135 футов (41 м) и перелицовывал Дж. П. Холден. Бэзил Чемпнис к 1898 году выстроил вестри, библиотеку и западный портал, Перси Уортингтон с юго-восточной стороны в то же время строил школу, которая позже стала офисом. В связи со всем этим, собор ныне выглядит как постройка XIX века. В 2013 году, для ремонта отопления, на улице Виктории выстроили временный деревянный павильон, в котором отправляли службу.

### Интерьеры

#### Ангелы-менестрели

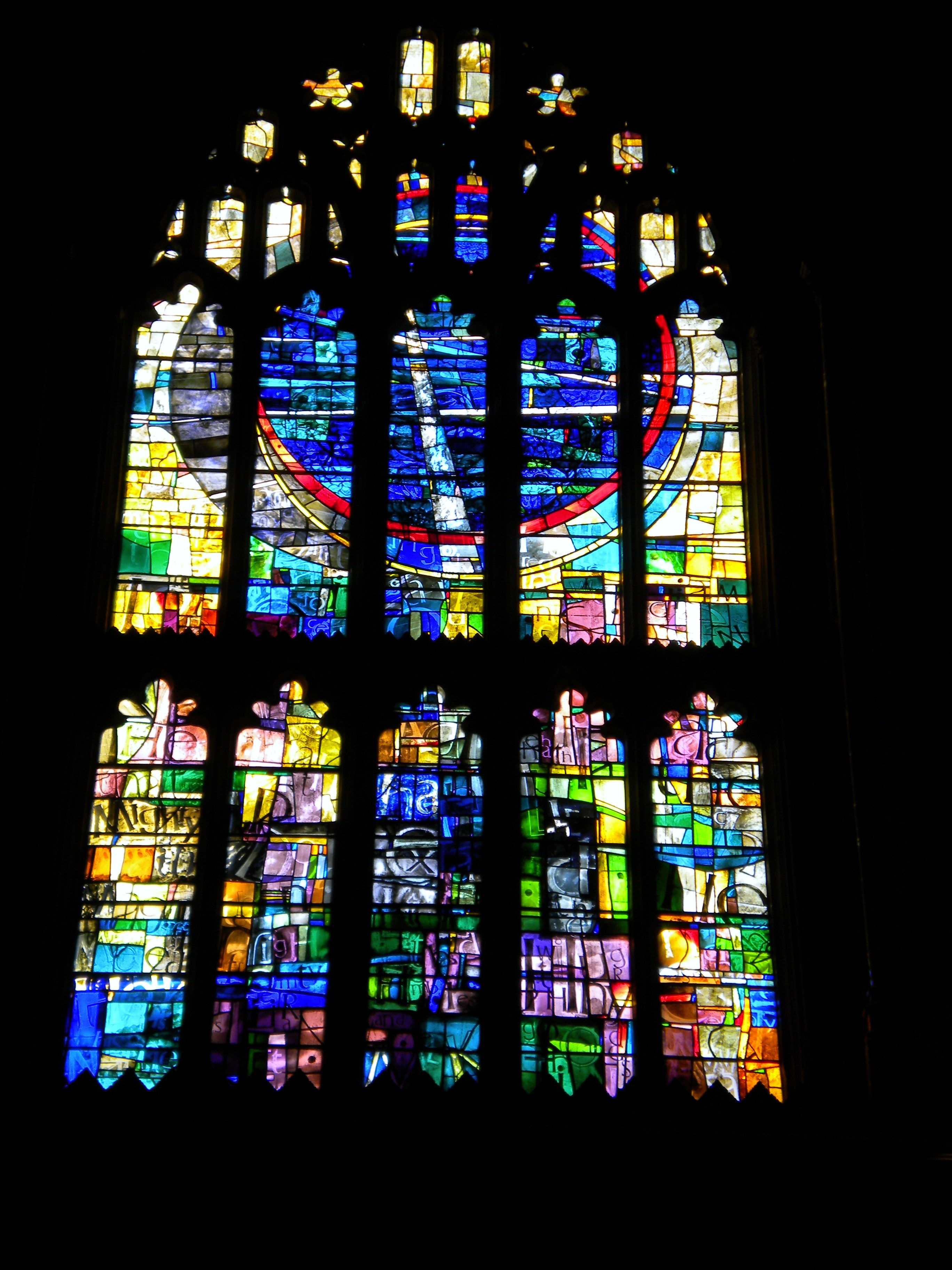
Окно св. Марии, 1980, Тони Холлэуэй

Фермы перекрытия центрального нефа поддерживаются подаренными Джеймсом Стэнли четырнадцатью скульптурами ангелов, играющих на разных музыкальных инструментах. С востока на запад по южной стороне это переносной орган, арфа, псалтерий (щипковый), цимбалы, лютня, фидель и колёсная лира, а по северной — клавесин, труба, шалмей, шотландская волынка, ирландская волынка (с мехами), блокфлейта и тамбурин.
Предполагается, что в ходе реставрации в XIX веке клавесин и орган перепутали, потому что при противоположном их расположении по одной стороне были бы струнные инструменты, а по другой — преимущественно духовые. Из всех этих инструментов на момент установки скульптур в начале XVI века в церкви можно было бы услышать лишь орган, остальные были характерны для секулярного музицирования, хотя и могли использоваться для сопровождения мистерий и религиозных процессий.

#### Мизерикордии
Тридцать мизерикордий XVI века считаются одним из лучших наборов в Европе, стиль их един с мизерикордиями Рипонского собора и Беверли-минстера. Возможно, мизерикордии для Манчестера сделаны в той же мастерской, что и рипонские. На одной из них вырезано первое в Соединённом королевстве изображение игры в короткие нарды.

#### Витражи

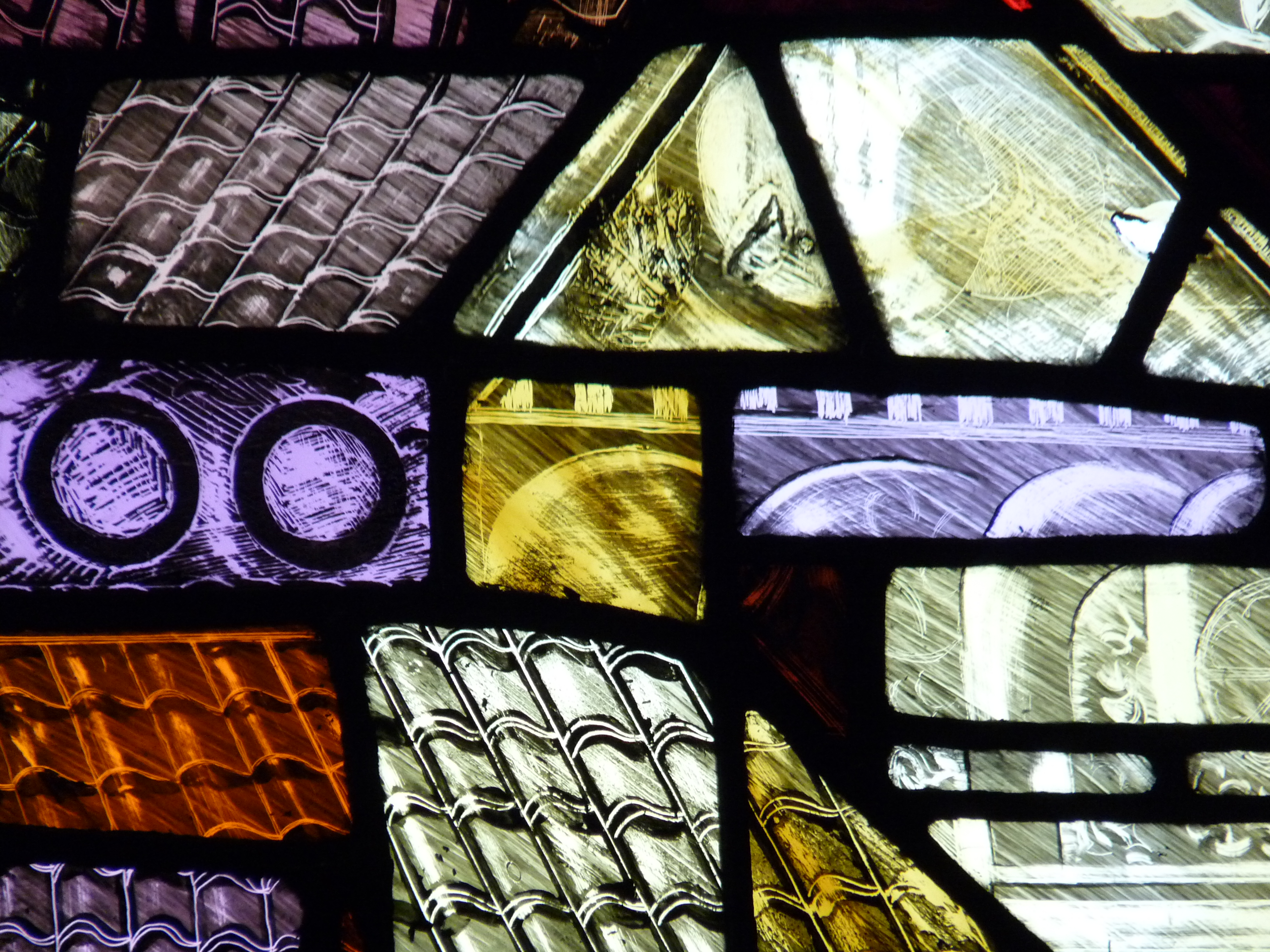
Окно св. Дионисия, фрагмент

Все викторианские витражи уничтожены взрывом немецкой авиабомбы в 1940 году, и до конца 1960-х были изготовлены витражи только для двух окон, в частности, окно Огня (Margaret Traherne, 1966). Затем общий план возвращения витражей был подготовлен Тони Холлэуэем, который изготовил окна св. Георгия (1973), св. Дионисия (1976), св. Марии (1980), Творения (1991) и Апокалипсис (1995). В ознаменование завершённой реставрации после теракта IRA (1996) изготовлено окно Исцеления (Linda Walton, 2004).

## Музыка

#### Колокола
Звонница из десяти колоколов отлита в 1925 году фирмой «Gillett & Johnston» (Кройдон). Тенор в тоне D весит 1,3 тонны. Звонят на воскресных службах и по специальным случаям. Звонарь Рональд Эклс служит уже 35 лет.

### Орган
Первый известный орган в церкви установлен в 1745 году местным мастером Ричардом Паркером, он состоял по крайней мере из 23 регистров. В 1860 году он был заменён новым органом вустерского мастера Джона Николсона. С 1871 года над органом работали «William. Hill & Son» из Лондона и даремская фирма «Harrison & Harrison». Этот орган был сильно повреждён близким попаданием авиабомбы в 1940 году, когда был, в частности, уничтожен корпус на преграде, изготовленный по чертежу Джорджа Гилберта Скотта. В 1952 году «Harrison & Harrison» построили новый 92-регистровый орган, использовав уцелевшие части. Этот орган располагался в боковых нефах на хорах.
В 2017 году инаугурирован новый орган мастера K. Tickell из Нортгемптона, расположенный частично на преграде в корпусе архитектора Стивена Роу, частично в южном боковом нефе хора и южной капелле (самые большие регистры). В этом инструменте 86 регистров на 5 мануалах (Хор, Позитив, Хауптверк, Швеллер и Соло) и педали, самые низкие регистры — 32-футовые открытые принципалы и двойной офиклеид.

### Хор
Статут коллегиальной церкви 1421 года предусматривал хор из взрослых и мальчиков. С XVII века неподалёку существовали две школы (манчестерская начальная и при Чатамской больнице), но хоровой школы не было до XX века, а специальное здание для неё построено только в 1934 году. Тем не менее, хоровая школа закрылась в годы войны, и только в 1969 году, после того как Чатамская школа вновь открылась как музыкальная, мальчики из неё стали петь в соборном хоре, получая стипендии. В 1970-х, впервые в стране, эти стипендии были распространены и на девочек. Нынешний хор состоит из 20 детей и шестерых взрослых.

## В культуре
В 1933 году в «Fisher’s Drawing Room Scrap Book» вышло стихотворение Летиции Лэндон «англ. Collegiate Church, Manchester» («Коллегиальная церковь в Манчестере»).
В 2007 году англиканская церковь потребовала убрать виртуальный Манчестерский собор из компьютерной игры «Resistance: Fall of Man». Это не первое появление собора в массовой культуре. В 2006 году Манчестерский собор появился в сериале «Метод Крекера» в качестве места свадьбы дочери Фица (специальный эпизод Cracker).

## Внешние ссылки
- План собора (англ.)
- The Cathedral Church of Manchester by Thomas Perkins